# Douglas Lowe

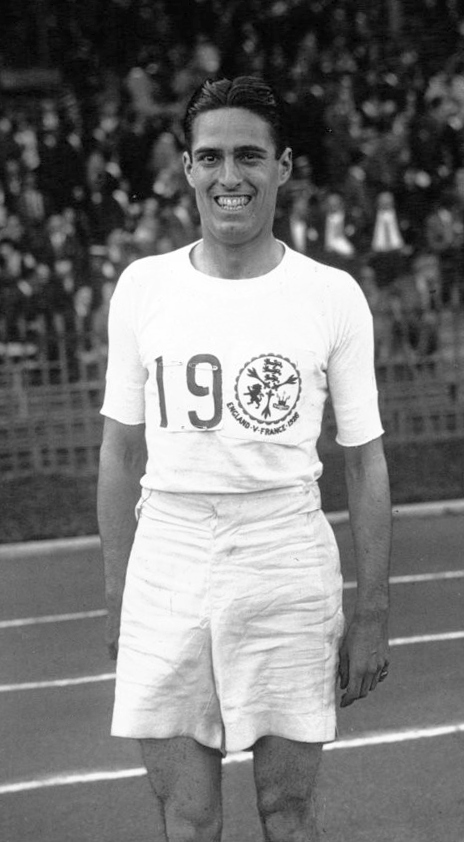
Douglas Lowe 1926

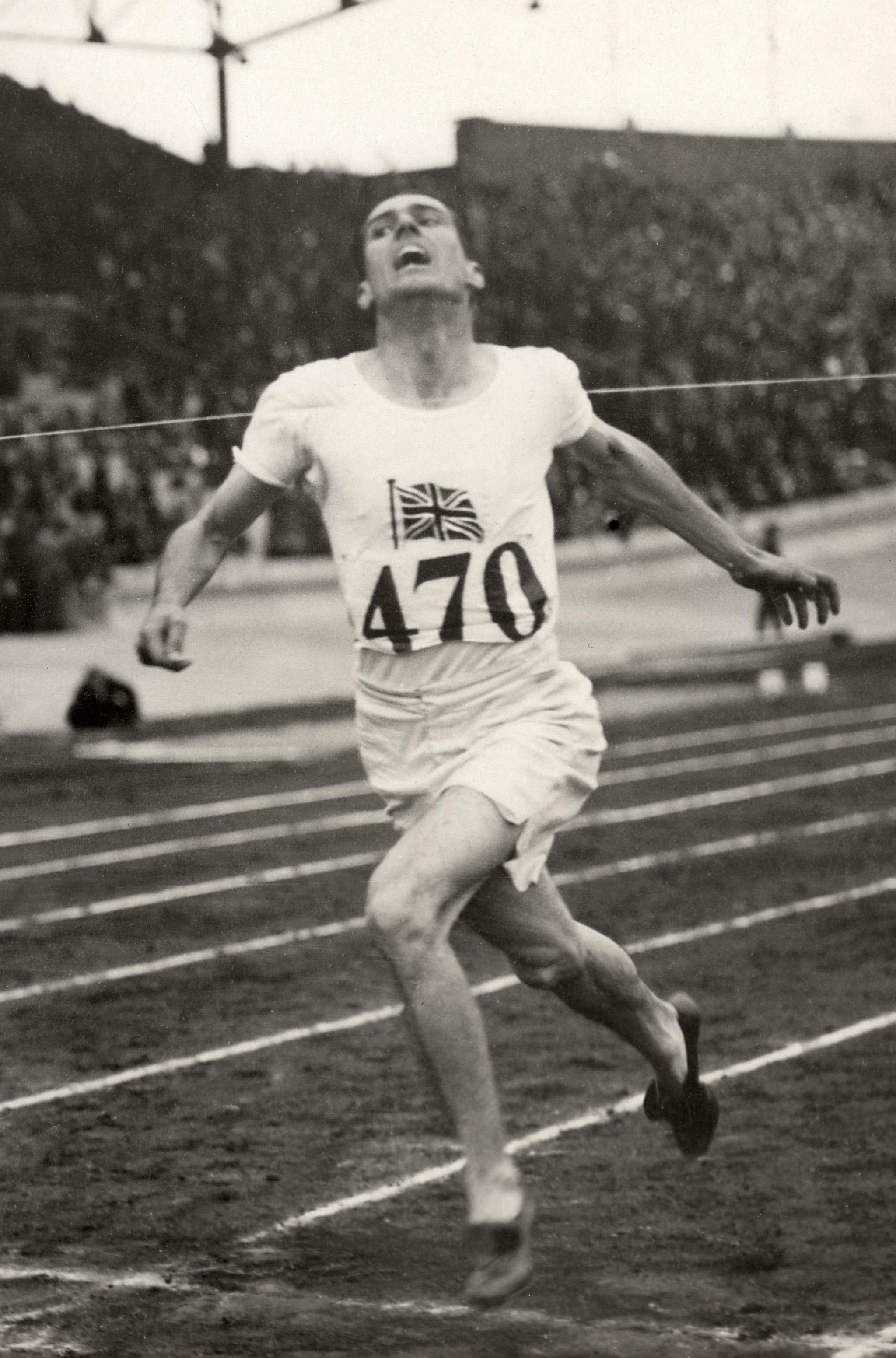
Douglas Lowe 1928

Douglas Gordon Arthur Lowe (* 7. August 1902 in Manchester; † 30. März 1981 in Cranbrook, Kent) war ein britischer Leichtathlet. Bei einer Körpergröße von 1,83 m betrug sein Wettkampfgewicht 70 kg.
Während seines Jura-Studiums am Pembroke College in Cambridge gewann er von 1922 bis 1924 dreimal den jährlichen Vergleichskampf gegen Oxford über 880 Yards, 1924 gewann er auch über die Meile.
Lowe gewann bei den Olympischen Spielen 1924 in Paris den 800-Meter-Lauf in 1:52,4 min vor dem Schweizer Paul Martin. Im 1500-Meter-Lauf belegte Lowe in 3:57,0 min den vierten Platz.
1926 bei den Meisterschaften der Amateur Athletic Association (AAA) wurde Lowe in 1:52,0 min über 880 Yards Zweiter hinter dem Deutschen Otto Peltzer in 1:51,6 min. Beide blieben unter dem alten Weltrekord. 1927 errang Lowe seine ersten Titel bei AAA-Meisterschaften, als er über 440 Yards, über 880 Yards und in der Staffel gewann. 1928 wiederholte er seine Siege über 440 Yards und über 880 Yards.
Bei den Olympischen Spielen 1928 in Amsterdam wiederholte er im 800-Meter-Lauf seinen Olympiasieg von 1924, diesmal gewann er vor dem Schweden Erik Byléhn. Seine Siegerzeit von 1:51,8 min war bis 1948 britischer Rekord. Bei den Spielen in Amsterdam belegte er außerdem mit der britischen 4-mal-400-Meter-Staffel den fünften Platz. Lowe beendete seine Karriere nach der Saison 1928.
1931 bis 1938 war er Generalsekretär des britischen Leichtathletikverbandes. 1964 wurde der Jurist als Richter an den „Crown Court“ berufen.